# Diictodon
Diictodon és un gènere extint de teràpsids dicinodonts que mesuraven al voltant de 45 cm de llarg. Aquests sinàpsids, semblants als mamífers, visqueren durant el període Permià, fa uns 255 milions d'anys. Els fòssils d'aquests animals han estat trobats a Àsia i Àfrica (en realitat, més de la meitat de vertebrats del Permià es troben a Sud-àfrica, això inclou Diictodon). Aquest petit sinàpsid és el de major èxit en el període Permià.

## Característiques
Diictodon posseïa un cap desproporcionadament gran en comparació al seu cos, acabada en un bec córneo. Femelles i mascles tenien un parell d'ullals que sortien de la mandíbula superior, es creu que en els mascles eren lleugerament més gran. Diictodon tenia forts braços i cames així com 5 arpes afilades a cada mà i pot haver tingut l'olfacte i la vista molt desenvolupats. La seva columna vertebral es movia de costat a costat quan caminava. Les mandíbules també s'havien simplificat, amb alguns ossos dedicats a cau d'orella, es considera una tret clau per a la definició dels mamífers.

## Estil de vida
Com teràpsid, comparteix moltes de les seves característiques amb els mamífers d'avui dia. Feien caus a la terra, que podien arribar a mesurar fins a metre i mitjà de llarg, la qual cosa els permetia refugiar-se i escapar de la calor del desert.
Molts creuen que podria haver viscut com els gossos de prada; dins dels seus caus s'han trobat esquelets d'aquest animal, i moltes vegades estan en parella, la qual cosa suggereix que els Diictodon (mascle i femella) s'aparien per a tota la vida. Molts Diictodon, no obstant això, niaven prop de les planes d'inundació, i alguns espècimens van poder haver mort ofegats quan l'aigua va pujar, inundant el seu niu. No tenien rivals coneguts pel seu mateix nínxol ecològic, per la qual cosa va poder haver competit amb els de la seva pròpia espècie per la poca matèria vegetal disponible.

## Dieta
Com tots els dicinodonts, Diictodon era herbívor. Utilitzaven els seus becs per trencar la poca matèria vegetal del desert. Igual que els animals del desert modern, podria haver tingut un eficient sistema digestiu, a causa dels pocs nutrients d'aquestes plantes. Com feien caus, era possible que s'alimentessin de tubercles, així no beurien aigua fins a acabar el tubercle.